# Wehrstrafgericht
Ein Wehrstrafgericht ist ein nach dem Grundgesetz (GG) vorgesehenes, aber nicht vorgeschriebenes Bundesgericht, das die Strafgerichtsbarkeit über Angehörige der Streitkräfte ausübt (Art. 96 Abs. 2 Satz 1 GG). Vom Recht, Wehrstrafgerichte zu errichten, hat der Bund bislang keinen Gebrauch gemacht. Strafsachen von Soldaten (einschließlich Wehrstraftaten) werden daher vor den ordentlichen Gerichten verhandelt. Für in besonderen Auslandsverwendungen von Soldaten begangene Straftaten ist der Gerichtsstand Kempten zuständig (§ 11a StPO).

## Geschichte
Im Preußen des 18. Jahrhunderts wurde der besondere Gerichtsstand des Militärs als Privileg betrachtet. Im Deutschen Reich enthielt Art. 61 der Reichsverfassung von 1871 den Auftrag zu einer einheitlichen Militärgerichtsbarkeit. 1898 wurde die Militärstrafgerichtsordnung (MStGO) erlassen. Nach dem Ersten Weltkrieg hob Art. 106 der Weimarer Reichsverfassung die Militärgerichtsbarkeit, außer für den Kriegsfall und an Bord von Kriegsschiffen, auf. 1934 wurde sie als Wehrmachtsjustiz wieder eingeführt. Die Errichtung von Wehrstrafgerichten wurde 1956 im Zuge der Wiederbewaffnung dem einfachen Gesetzgeber durch Grundgesetzänderung erlaubt. Während Militärgerichte in großen alten Demokratien wie dem Vereinigten Königreich, Frankreich und den Vereinigten Staaten von Amerika etabliert sind, ist der Begriff „Militärgerichtsbarkeit“ in Deutschland negativ belastet.

## Allgemeines
Die Wehrstrafgerichte gehören zur fakultativen Gerichtsbarkeit des Bundes, wie das Bundespatentgericht (Art. 96 Abs. 1 GG; 1961 errichtet) und das Bundesdisziplinargericht (Art. 96 Abs. 4 GG; 1967 errichtet, 2003 aufgelöst). Ihrer Errichtung ist selbst im Verteidigungsfall nicht vorgeschrieben. Es handelt sich nicht um Fachgerichte, sondern um Sondergerichte, jedoch nicht um Ausnahmegerichte. Das Wehrstrafgericht sollte nicht verwechselt werden mit den – existierenden – Wehrdienstgerichten (Truppendienstgerichten), die im gerichtlichen Disziplinarverfahren zuständig sind.
Die Zuständigkeit der Wehrstrafgerichte beschränkt sich auf den Verteidigungsfall (Art. 115a GG) oder Angehörige der Streitkräfte, die auf Kriegsschiffen eingeschifft oder ins Ausland entsandt sind (Art. 96 Abs. 2 Satz 2 GG). Nicht notwendig ist die Wahrnehmung einer besonderen Auslandsverwendung. Es genügt die Teilnahme an Übungen, Lehrgängen oder die Besetzung eines Auslandsdienstpostens (z. B. innerhalb der NATO, als Militärattaché oder in Bundeswehrdienststellen im Ausland wie dem Jägerbataillon 291 in Frankreich oder zukünftig der Panzerbrigade 45 in Litauen). Ein Bundeswehreinsatz im Inneren ist ebenso wenig umfasst, auch wenn militärische Gewalt zur Aufstandsbekämpfung eingesetzt werden sollte (Art. 87a Abs. 4 GG), solange der Verteidigungsfall nicht erklärt wurde. Der Spannungsfall (Art. 80a Abs. 1 GG) ist ebenfalls nicht ausreichend.

## Sachlicher Geltungsbereich
Die Kompetenz der Wehrstrafgerichte würde sich auf das Strafrecht erstrecken. Neben dem im Strafgesetzbuch normierten Kernstrafrecht umfasst dies auch den Anwendungsbereich des Wehrstrafgesetzes und das übrige Nebenstrafrecht. Auch Ordnungswidrigkeiten würde in die Zuständigkeit fallen, nicht jedoch zivilrechtliche Angelegenheiten der Streitkräfte und das Wehrdisziplinarrecht. Für letzteres bestehen als Wehrdienstgerichte die Truppendienstgerichte (Nord und Süd) sowie der 1. und 2. Wehrdienstsenat des Bundesverwaltungsgerichts.

## Personeller Geltungsbereich
Vom personellen Geltungsbereich sind die Angehörigen der Streitkräfte umfasst. Die Streitkräfte umfassen in Deutschland die militärischen Organisationsbereiche der Bundeswehr. Dies sind die Teilstreitkräfte Heer, Luftwaffe und Marine sowie die Streitkräftebasis, den Organisationsbereich Cyber- und Informationsraum (CIR) sowie den Zentralen Sanitätsdienst der Bundeswehr. Nicht umfasst sind die zivilen Organisationsbereiche, also die Bundeswehrverwaltung, die Militärseelsorge und die Rechtspflege der Bundeswehr. Angehörige der Streitkräfte sind ganz überwiegend Soldaten, Angehörige der zivilen Organisationsbereiche Beamte oder Tarifbeschäftigte. Es gibt jedoch jeweils eine kleine Zahl von Soldaten, die in den zivilen Organisationsbereichen tätig ist wie auch Zivilisten einem militärischen Organisationsbereich angehören können. Zudem wechseln Angehörige der zivilen Organisationsbereiche in einer besonderen Auslandsverwendung oft in den Soldatenstatus, u. a. um den völkerrechtlichen Schutz als Kombattant zu genießen.
Dem Wortlaut des Art. 96 Abs. 2 Satz 1 GG nach unterlägen Angehörige der Streitkräfte unabhängig von ihrem Status als Soldat, Beamter oder Tarifbeschäftigter der Wehrstrafgerichtsbarkeit, Soldaten in zivilen Organisationsbereichen jedoch nicht. Auch sind Kriegsgefangene nicht umfasst. Letzteres widerspricht Art. 84 Abs. 1 III. Genfer Abkommen, wonach Kriegsgefangene den eigenen Soldaten in der Strafgerichtsbarkeit gleichgestellt sein sollen.

## Weitere verfassungsrechtliche Vorgaben
Zur Sicherung der richterlichen Unabhängigkeit insbesondere im Hinblick auf Kriegsgerichte des Dritten Reiches wurde bestimmt, dass die Gerichte dem Geschäftsbereich des Bundesministeriums der Justiz (nicht der Verteidigung) angehören (Art. 96 Abs. 2 Satz 4 GG) und die Richter sowohl die Befähigung zum Richteramt haben als auch hauptberuflich tätig sein müssen (Art. 96 Abs. 2 Satz 5). Ein Stabsoffizier mit Befähigung zum Richteramt reicht beispielsweise nicht aus. Die ergänzende Besetzung von Wehrstrafgerichten mit ehrenamtlichen Richtern (Schöffen) ist möglich. Diese können sowohl Zivilisten als auch Soldaten sein. Ein rein militärisch besetztes Gericht ist jedoch ausgeschlossen.
Der Instanzenzug endet am Bundesgerichtshof (Art. 96 Abs. 2 Abs. 3). Dem Wortlaut „Wehrstrafgerichtsbarkeit“ nach wollte der Verfassungsgeber die Frage der Zahl der Wehrstrafgerichte dem Bundesgesetzgeber überlassen. Zu einer Zwischeninstanz für Berufungen (einem Oberwehrstrafgericht) äußert sich das Grundgesetz nicht und scheint es damit zu erlauben. Die nähere Ausgestaltung der Wehrstrafgerichtsbarkeit kann der Bundesgesetzgeber durch Gesetz regeln (Art. 96 Abs. 2 Satz 3 GG). Während das Gerichtsverfassungsgesetz eine Gerichtstätigkeit nur im Inland vorsieht, scheint es für die Wehrstrafgerichtsbarkeit sinnvoll und erlaubt, auch im Ausland tätig werden zu können.

## Schubladengesetze
In den 1970er Jahren wurden Entwürfe für eine Wehrstrafgerichtsordnung (WStGO) mit Einführungsgesetz (EWStGO), ein Wehrjustizgesetz (WJG) und Verwaltungsvorschriften für den Wehrjustizdienst entwickelt. Diese wurden „Schubladengesetze“ genannt, hätten in einem plötzlich eintretenden Verteidigungsfall kurzfristig in den Gesetzgebungsprozess eingebracht und durch den Gemeinsamen Ausschuss verabschiedet werden können. Die Wehrgerichte sollten an militärische Kommandobehörden angebunden werden, die Richter Uniform tragen und mit dem völkerrechtlichen Kombattantenstatus geschützt werden. Die Entwürfe sahen Schöffen und ein „Oberwehrgericht“ vor. Die Wehrstrafgerichte sollten Aufgaben der Wehrdienstgerichte übernehmen. Der Gerichtsstand hätte sich vorrangig an der Zugehörigkeit eines Angeklagten zu einer militärischen Dienststelle orientiert.

## Wehrstaatsanwaltschaft und Ermittlungspersonen
Die Errichtung einer „Wehrstaatsanwaltschaft“ im Geschäftsbereich des Bundesministeriums der Verteidigung neben den Wehrstrafgerichten wäre zweckmäßig und legal. Fraglich wäre die Erweiterung der Kompetenz der Feldjägertruppe zu einer echten Militärpolizei, deren Angehörige als Ermittlungspersonen der Wehrstaatsanwaltschaft tätig werden könnten. Das Grundgesetz würde dies aktuell nicht erlauben.

## Argumente für und wider der Errichtung
Befürworter führen verschiedene Argumente für die Errichtung von Wehrstrafgerichten bereits in Friedenszeiten an. Eine Wehrstrafgerichtsbarkeit sei der Aufrechterhaltung der Disziplin förderlich, der Verfassungsgeber hätte die Möglichkeit ihrer Errichtung geschaffen, die ordentlichen Gerichte könnten die Besonderheiten der Truppe nicht hinreichend bewerten, eine eigene Gerichtsbarkeit käme dem Beschleunigungsgebot zugute, es könnten gleichzeitig eine disziplinar- und strafrechtliche Aburteilung stattfinden, eine Errichtung erst im Verteidigungsfall wäre zu überhastet und die Wehrstrafgerichte könnten der Truppe räumlich folgen.
Ein Vorschlag lautet, Wehrstrafgerichte im Frieden als Kammern und Senate der ordentlichen Gerichtsbarkeit einzugliedern und für andere Fälle einzusetzen. Im Verteidigungsfall würden sie kraft Gesetz zu selbständigen Wehrstrafgerichten erklärt, was möglich wäre, weil nicht die Errichtung, sondern ihre Tätigkeit im Frieden grundsätzlich untersagt sei.
Gegner von Wehrstrafgerichten argumentieren mit den negativen Erfahrungen in der NS-Zeit. Sie befürchten ferner, die Härte der Strafe könnte abhängig sein vom militärischen Erfolg der Truppe in einem bewaffneten Konflikt. Die Errichtung käme einer psychologischen Vorbereitung auf einen Krieg gleich und wäre eine Kriegsvorbereitung der Justiz. Bei Wehrstrafgerichten würden sich nur Richter bewerben, die militäraffin seien und militärischen Erfordernissen deshalb einen hohen Stellenwert beimessen würden. Schließlich seien die Verhältnisse im militärischen Bereich nicht so komplex, sodass eine ordentliche Gerichtsbarkeit sehr wohl gerecht entscheiden könnte.